# Nemesdicske
Nemesdicske (1899-ig Dicske, szlovákul Dyčka) egykor önálló falu, 1975 óta Verebély városrésze Szlovákiában, a Nyitrai kerületben, a Nyitrai járásban. Kis- és Nagyberény puszta tartozott hozzá.

## Fekvése
Nyitrától 19 km-re délkeletre, a Zsitva jobb partján fekszik. A Zsitva másik, bal partján fekvő Verebély központjától 1,5 km-re délnyugatra található.
Dűlőnevei: Csáky nyitvány, Csücskös rét, Előhegy alatt, Hasáb erdeje, Közép udvarhely (1779), Horhány, Kövecses, Lázony, Nagy Berény, Orotvány, Soósvölgy (1834).
Érinti az Érsekújvár–Aranyosmarót-vasútvonal.

## Élővilága
A fogolyvadászat régóta elterjedt Dicskén, Hinden, Kálazon, Vajkon és Verebélyen.

## Története

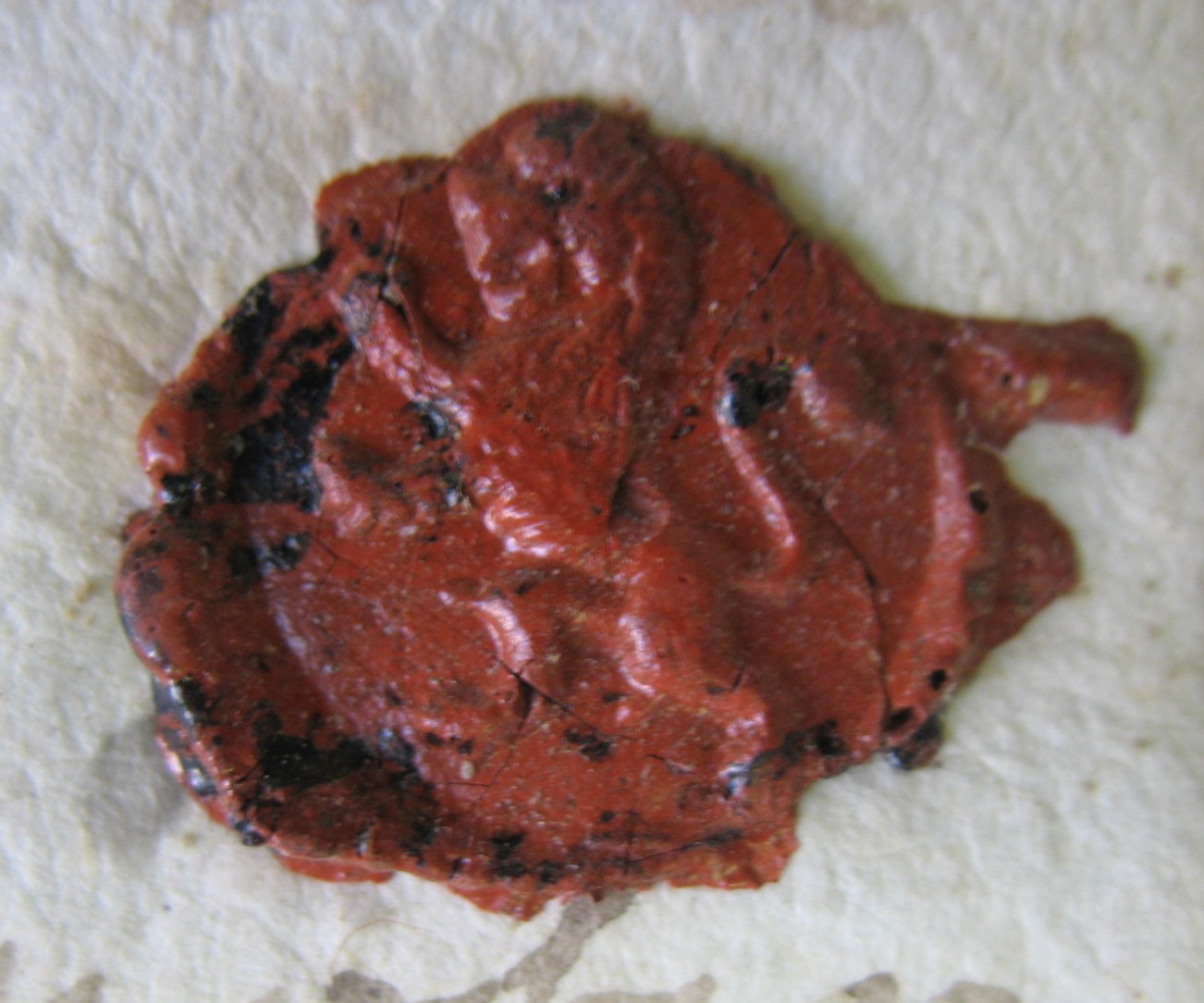
Dicske pecsétje 1754-ből

Neve a Dics vagy Décs személynévből képződött, amely a Géza névvel rokon. A Nemesdicske formát 1911-ben hirdették ki hivatalosan.
2001-ben egy kora bronzkori edény került elő a területén, a pontos lelőhelye azonban ismeretlen.
1358-ban Dichkei Miklós fia János szerepel egy, a nyitrai káptalan előtt tett örökösödési szerződésben. 1367-ben Dychke-i Mihály fia Miklós igazolta Samchok fia János özvegyét, Bagou személyét, aki Ebedeci Miklós fia Istvánt nyugtatta. a verebélyi érseki szék irataiban.
1429-ben a berényi nemesek, illetve Dychke-i Mihály szerepelnek tanúként. 1448-ban Dénes esztergomi érsek a husziták által Verebélyen, Dicskén, Cétényben és Nemespannon okozott károkra panaszkodott, mivel a husziták feldúlták egyházait és emiatt kérte a király segítségét. 1494-ben Felsewdyszke néven szerepel.[forrás?] 1494-ben berényi és dicskei nemesek szerepelnek tanúként.
1519-ben Felse Dychke, Zeplak és Kewzep Dychke néven szerepel, melyeket a birtokosok verebélyi Bereczk félnemesnek adták el 75 aranyért.[forrás?] 1532-ben az Esztergomi érsekség birtoka, illetve a verebélyi érseki szék része. Hozzá tartozott még Kis- és Nagyberény. 1570-ben 6 házat és 19 férfi embert számoltak össze, 3400 évi átalányadót fizettek. 1571-ben 3 nemesi kúriájában 20 predialista nemes lakott.
Az 1606-os zsitvatoroki béke után török fennhatóság alatt maradt. 1618-ban is hódolt falu volt. 1624-ben is hódolt falu volt, az esztergomi Tatár Ibraim bírta, de kettős adózás alá tartozott, sok más faluhoz hasonlóan. Adójuk a töröknek pénzben és természetben egyaránt folyt. 1664-ben 23 háztartásban 27 fejadófizető személyt írtak össze a törökök. 1680-ban már Nemes Dicskeként szerepel. 1685-ben az érsekség verebélyi uradalmához tartozó része lakatlan volt.
1739-ben 81-en hunytak el a faluból pestisjárvány következtében. 1753-ban említik Felső Udvarhelyt. 1770-ből ismert első urbáriuma. 1780-ban a Nehéz, Komáromy és Rácz családok birtoka.
Vályi András szerint: "DICZKE. v. Ditske. Diczka. Elegyes Magyar, és tót falu Nyitra Vármegyében, birtokosai külömbféle Urak, lakosai katolikusok, fekszik Verebélynek szomszédságában, ’s ennek filiája, Zsitva vize mellett, Nyitrától két, és 3/4. mértföldnyire, határja meglehetős termékenységű."
Az 1800-as években kialakult új részt nevezték Kisdicskének. 
Fényes Elek szerint: "Dicske, Nyitra m. magyar falu, ut. p. Verebélyhez 1/2 órányira, a Zsitva mellett: 465 kath., 12 zsidó lak. Határa róna, termékeny; buzája, legelője s nádja elég van. F. u. többen."
1868-ban létesült itt az első iskola. 1871-ben új épületet kapott, 1893-ban pedig önálló tantermet.
1871-ben Táncsics Mihály apellált a község lakosainak papibérfizetési ügyében az országgyűlésben. 1876-ban a Zsitva völgyi településeket is árvíz sújtotta, e falu is károkat szenvedett. 1885-ben az itteni zsidóság az ürményi anyakönyvi kerülethez tartozott.
Nyitra vármegye monográfiája szerint: "Dicske, a Zsitva-folyó jobb partján. Lakosainak száma 396, kik közül 253 magyar, 124 tót. Vallásuk r. katholikus. Posta-, táviró- és vasúti állomása Verebély. Kath. temploma a XVI. században épült. 1532-ben a község az esztergomi érsek birtokaihoz tartozott."
1902-ben a Búcsi, Sósvölgyi és egy harmadik (Mária) major tartozott hozzá. 1907-ben csatolhatták át Vajkkal együtt a Nyitrai járásból az érsekújváriba. 1913-ban létrehozták az önkéntes tűzoltótestületet. 1914-ben ragadós száj- és körömfájás fertőzte a környék állatállományát, közte a nemesdicskeit is.
A trianoni békeszerződésig Nyitra vármegye Érsekújvári járásához tartozott. 1920-ban már volt labdarúgócsapata. Állítólag 1928-tól volt szlovák iskolája. 1935-ben részben bevezették az elektromos áramot. 1936-ban új, kétosztályos iskolaépületet adtak át, több önkéntes színházelőadást tartottak. 1937-ben nem volt magyar nyelvű elemi oktatás a faluban. 1938 és 1945 között újra Magyarországhoz tartozott.
1957-ben átadták a harangtornyot. A Nemespannra vezető út mellett, a Felső vagy Gési majorban lakóépületek épültek. 1996-ban a Nyitra áradása miatt sár lepte be a vasúti síneket.
2020 januárjában 2 fiatal tragikus autóbalesetet szenvedett a verebélyi úton.

## Népessége
1702-ben 4 udvarhelyén 21 egyházi nemes család lakott.
1784-87-ben 82 házában 108 család lakott. Összesen 471 lakosból 11 volt idegen, további 23 lakos pedig távol maradt.
1812-ben 485, 1828-ban 65 házban 145 (?), 1837-ben 477, 1850-ben 465 római katolikus és 12 zsidó lakosa, 1869-ben 364 és 1898-ban 396 lakosa volt.
1880-ban 384 lakosából 244 magyar, 118 szlovák, 9 német anyanyelvű és 13 csecsemő; ebből 359 római katolikus és 25 zsidó vallású.
1890-ben 396 lakosából 253 magyar, 124 szlovák és 19 német; ebből 380 római katolikus és 16 zsidó vallású volt.
1900-ban 375 lakosából 241 magyar, 127 szlovák és 7 német; ebből 371 római katolikus és 4 zsidó vallású.
1910-ben 421 lakosából 249 fő magyar, 168 szlovák és 4 német volt.
1919-ben 440 lakosából 309 magyar, 123 csehszlovák, 4 német és 4 egyéb nemzetiségű; ebből 429 római katolikus, 7 zsidó és 4 evangélikus vallású.
1921-ben 455 lakosából 147 csehszlovák és 291 magyar volt.
1930-ban 513 lakosából 327 csehszlovák és 167 magyar volt.
1941-ben 536 lakosából 238 szlovák és 292 magyar volt. Ebből 468 szlovák, 338 magyar, 21 német, 8 cigány, 6 francia, 2 cseh, 1 délszláv és 1 fő egyéb nyelvet ismert.
1960-ban 565-en, 1980-ban 541-en, 1985-ben 430-an, 1991-ben 437-en lakták.
1970-ben 598 lakosából 577 szlovák, 15 magyar, 5 cseh és 1 ismeretlen nemzetiségű volt.
2001-ben Verebély 9493 lakosából 8857 fő szlovák és 445 magyar volt.
2011-ben Verebély 8970 lakosából 8318 szlovák és 339 magyar volt.
2021-ben Verebély 8593 lakosából 7705 (+56) szlovák, 205 (+80) magyar, 10 (+5) cigány, 2 ruszin, 72 egyéb és 599 ismeretlen nemzetiségű volt.

## Nevezetességei

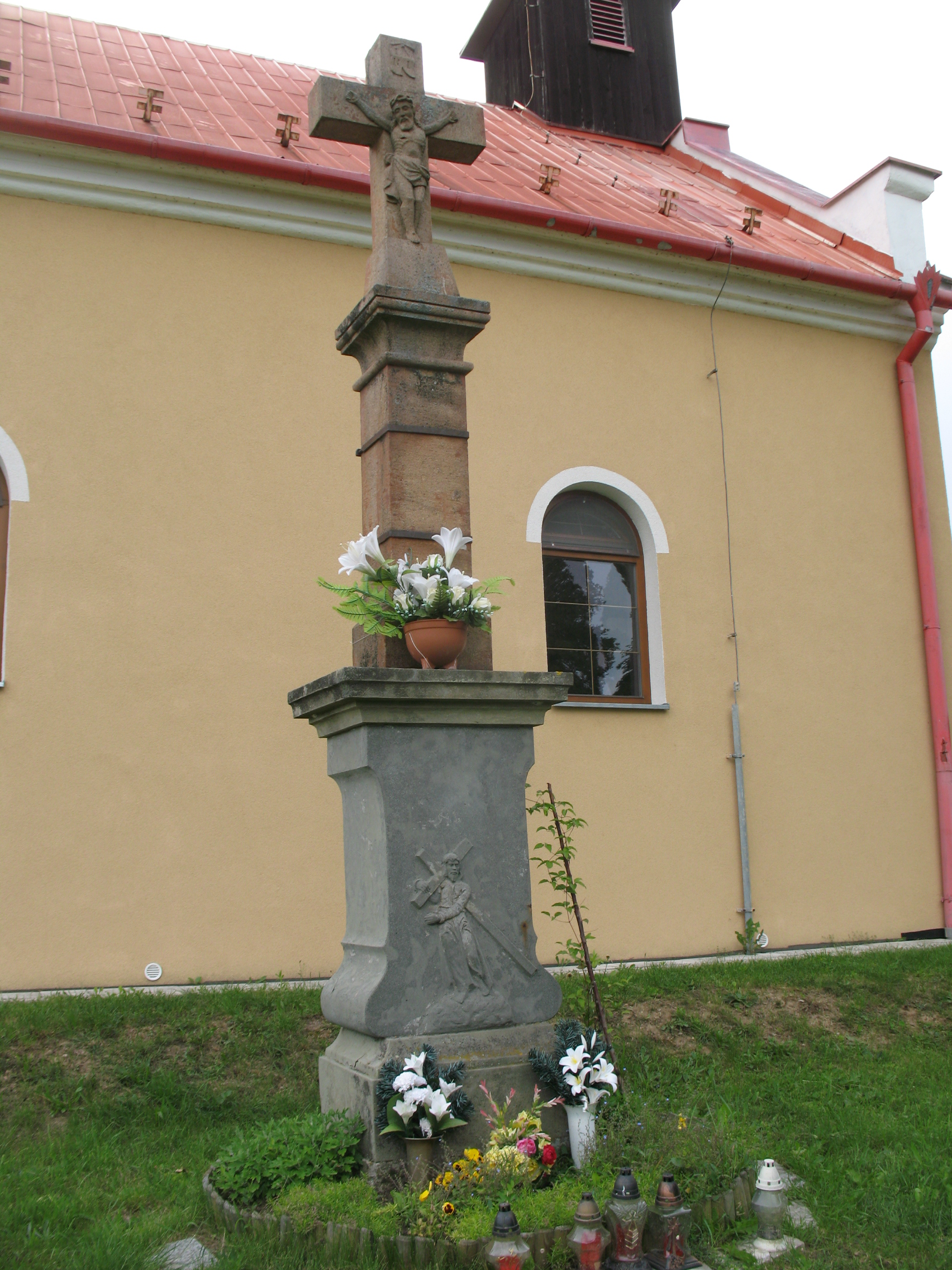
Temetőkereszt 1887-ből
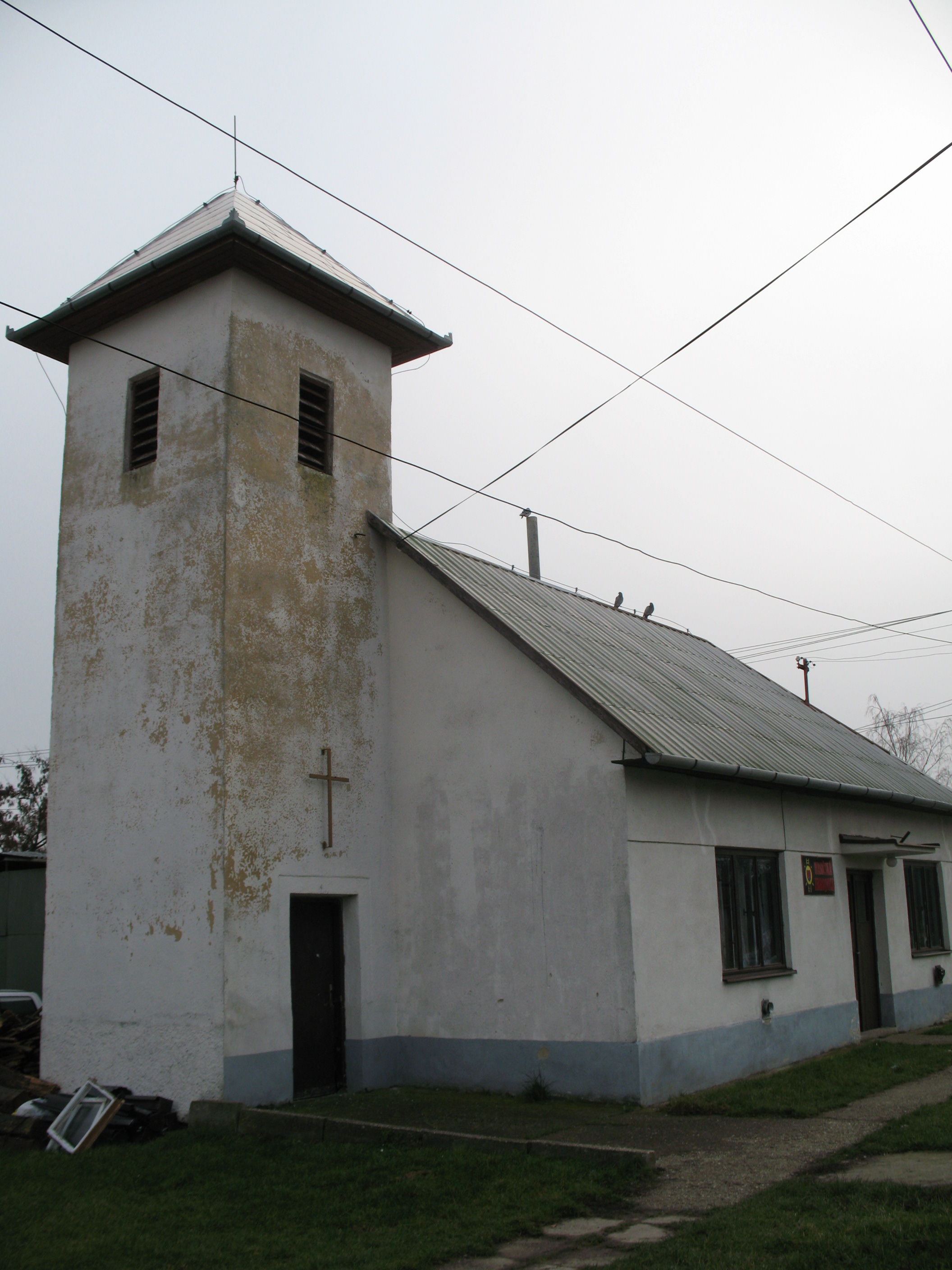
A dicskei tűzoltószertár
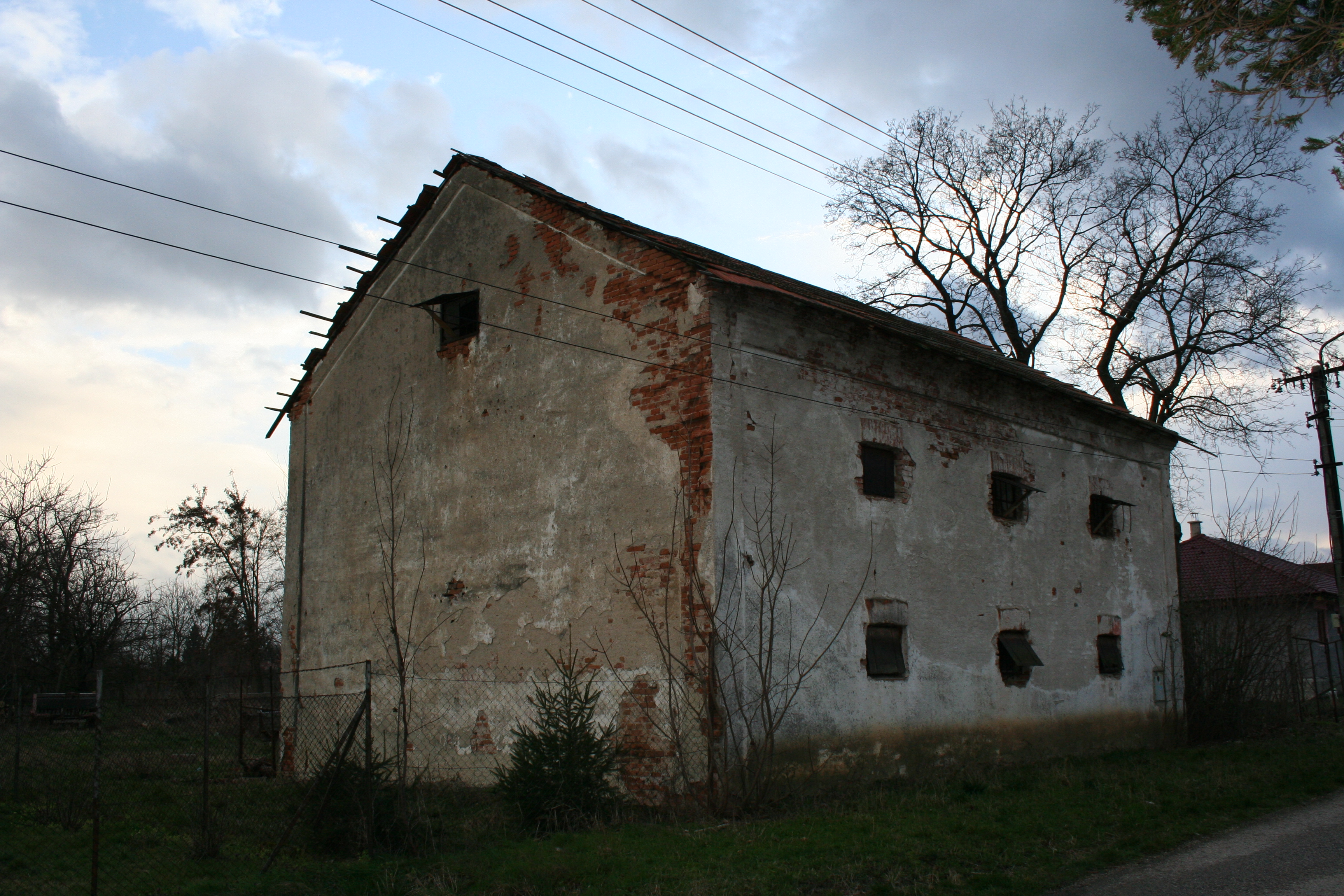

- Sarlós Boldogasszony-temploma a 16. századból származik,[29] Verebély filiája. Barokk és klasszicista stílusban, a 18. század második felében átépítették. 1874-ben felújították és kiegészítették. 1910-ben ismét restaurálták. Nem szerepel a védett műemlékek listáján.
- A Várady-kúria az 1870-80-as években épült.
- 1885-ben Kis- és Nagydicske határán fakeresztet állítottak.

## Neves személyek
- Itt élt Cherebo Lajos, a verebélyi szék főszolgabírája.
- A dicskei Várady családból származik Várady Elek udvari tanácsos, Várady József királyi udvari kancellária referense és Várady Károly (1810-?) pap.[40]
- A Nagy és Dillesz családból származik Nagy László, a szarvasi hitelbank vezérigazgatója.[41]
- Itt született 1733. április 3-án Nehéz Imre nyitrai kanonok.
- Itt született 1780. szeptember 24-én Horhy Mihály mezőgazdász, a magyar mezőgazdaság gépesítésének egyik úttörője.[42]
- Itt született 1783. május 11-én Várady Péter János bencés pap.[43]
- Itt született 1826-ban Nehéz Károly földbirtokos és újságíró.
- Itt született 1858-ban Juhász Zsigmond, a magyar királyi nemesi testőrség őrnagya.[44]
- Itt született 1875-ben Herzfeld Móric ügyvéd.
- Itt született 1920-ban és nyugszik Štefan Komáromy esperes.[45]
- Itt született 1921. augusztus 7-én Bogyó Vilmos pilóta.
- Innét származott anyagi ágon Vörösmarty Géza (1908-1986) a pozsonyi Tesla rádiógyár műszaki tisztviselője, publicista.

## Lásd még
- Verebélyi és szentgyörgyi érseki szék